# 三神美和
三神 美和（みかみ みわ、1904年3月30日 - 2010年12月21日）は、日本の医師、東京女子医科大学名誉教授・相談役。山梨県甲府市出身。
山梨県立高等女学校（現・山梨県立甲府西高等学校）を経て、1924年に東京女子医学専門学校（現・東京女子医科大学）を卒業。1940年に「不飽和脂肪酸の動物栄養に及ぼす影響について」で慶應義塾大学より医学博士の学位を取得。1951年より東京女子医科大学教授、同大学理事。1965年からは東京女子医科大学病院に勤め、教授職のかたわら病院長職も務めた。
東京女子医科大学を退職後は名誉教授となり、同大学医学部同窓会である至誠会が運営する至誠会第二病院の院長に就任。同病院の院長退職後も引き続き至誠会の運営に関与し、会長職を務めた。
至誠会会長在任中には報知新聞（スポーツ報知）の女子医大及び至誠会第二病院の医師による健康相談コーナーの監修を手がけた。
2010年12月21日、老衰により106歳で亡くなった。

## 親族
弟に英文学者の三神勲がいる。日本で最初期の硬式テニス選手である三神八四郎や最初の日本人プロ野球選手ともされる三神吾朗は叔父である。

## 著書
- 悔いありてこそ―女医一筋六〇年 (山手書房、1984)
- 九十三歳今日を愉しんで生きる 人間現役は生活現役 (海竜社、1997)
- 九十八歳いきいき生きる知恵 (海竜社、2002)